# Companhia Ensaio Aberto
Companhia Ensaio Aberto é uma companhia teatral brasileira, que iniciou suas atividades em 1992.

## Histórico
A companhia foi fundada pelo diretor Luiz Fernando Lobo e pela atriz Tuca Moraes, estreando com a peça O Cemitério dos Vivos. O espetáculo, com texto de João Batista, se baseava na biografia do escritor Lima Barreto e nos diários que ele escreveu quando esteve internado num manicômio.
Nos anos seguintes, Lobo e Moraes prosseguiram montando textos que buscavam romper a ilusão do teatro e questionar a relação entre ator e espectador. Além de obras de Bertolt Brecht, o grupo adaptou clássicos de autores brasileiros como Martins Pena e João Cabral de Melo Neto.
Desde 2010 desenvolve a ocupação artística "Armazém da Utopia" no Armazém 6, Cais do Porto, Rio de Janeiro

## Companhia Ensaio Aberto
Em 1993, um grupo de profissionais dos diversos ofícios teatrais reuniu-se para conversar sobre o panorama do teatro no quadro geral da sociedade brasileira contemporânea. Tomou-se como ponto de partida consensual a existência de um vazio correspondente a um Teatro assumido em sua vocação crítica e politizada, um Teatro que aceitasse ser uma arena de discussão da realidade, um Teatro onde o Mundo seria visto como prioridade, mais importante do que a própria cena. Reencontrar este caminho significa resgatar para o palco uma função social, e, para a platéia, um público atualmente afastado, formado por pessoas que recusam uma visão simplista do Teatro.
Duas ideias passaram a constituir pedras angulares do Teatro em construção:
1) o estabelecimento de uma nova relação palco-platéia, abandonando o ilusionismo e a identificação causadores da esterilidade de um espetáculo. Ao contrário, o que se busca não é mais representar a realidade ao vivo, mas a imagem de um pedaço da realidade retirado do fluxo contínuo da vida, gerando assim a reflexão;
2) estabelecido este novo padrão de relacionamento com o público, o Teatro pode alcançar sua função maior, ou seja, participar da verdadeira cidadania e do debate em torno das questões prementes e dilacerantes que atingem sociedades carentes de mudanças.
O primeiro encontro da Companhia Ensaio Aberto com o público ocorre em janeiro de 1993 com o espetáculo "O Cemitério dos Vivos". Tão importante quanto o espetáculo foi a organização do ciclo de conferências sobre o tema "A República dos Excluídos", realizado na Biblioteca Nacional e no Fórum de Ciência e Cultura da UFRJ, com a participação de nomes expressivos do pensamento brasileiro contemporâneo. O sucesso deste projeto, manifestado na ótima recepção por parte do público e da crítica que assinalou o acerto do caminho traçado.
No biênio 1993/94 implementado o projeto inicial com a trilogia "O Cemitério dos Vivos", "Pierrô Saiu à Francesa" e "A Missão", a Companhia Ensaio Abertoamadurecida pelos acertos e dificuldades, e acima de tudo pela experiência de fazer um teatro transformador de idéias em espetáculos, de possibilidade em realidade, entendeu ser o momento oportuno para um passo há muito projetado: a ocupação de um espaço por um período maior, o Teatro da Aliança Francesa de Botafogo.
A Companhia Ensaio Aberto, desde a sua fundação, defende que os grupos e as companhias de teatro devem ser subsidiados pelo poder público. No triênio 1998, 1999 e 2000 a Companhia ocupa um espaço público no coração do Rio: O Teatro Glauce Rocha. Apesar da companhia não ser subsidiada, esta ocupação possibilitou o desenvolvimento de um projeto de acesso aos espetáculos de um público carente, historicamente afastado dos teatros.
Desde então o movimento social organizado, as universidades e escolas públicas passaram a andar sempre lado a lado com a Companhia Ensaio Aberto, promovendo "um trabalho modelo de formação de platéia. Pintados, em sua maioria, com fortes tintas políticas, os espetáculos da Companhia Ensaio Aberto, do diretor Luiz Fernando Lobo, sempre atraíram a atenção dos líderes partidários de esquerda e integrantes do movimento dos Sem-Terra.
Com o espetáculo "Companheiros" essa união transforma-se na principal característica do grupo.
No ano de 2000, a convite de Helder Costa, diretor do Teatro A Barraca, de Lisboa, o espetáculo "Companheiros" faz uma temporada em Portugal. A Companhia Ensaio Aberto numa co-produção com a Câmara Municipal de Lisboa faz estreia internacional do espetáculo "Morte e Vida Severina".
Em 2002, ao completar 10 anos, monta a "Missa dos Quilombos". A companhia recebeu a indicação ao Prêmio Shell, na categoria especial, por “10 anos dedicados ao teatro social” e Luiz Fernando Lobo ganha o prêmio Golfinho de Ouro, dado pelo Conselho de Cultura do Estado, pelo conjunto de sua obra.
"Missa dos Quilombos" se torna um novo paradigma na história da Companhia Ensaio Aberto. Desde a estréia do espetáculo a Companhia percorreu diversas cidades, sempre em importantes teatros e mantendo o diferencial de levar nestes equipamentos a população que normalmente não tem acesso a bens culturais, realizando um trabalho de democratização de acesso a nível nacional.

## Espetáculos
- 2024 - O Banquete, de Mário de Andrade

- 2023 - A Classe trabalhadora (Exposição)

2023 -  A Exceção e a Regra, de Bertolt Brecht
2023 - Experimento Olga, de Luiz Fernando Lobo
- 2022 - Tradição e Transgressão (Exposição de Maquetes)

2022 - O círculo de giz, de Bertolt Brecht
2022 - O Banquete, de Mário de Andrade (Leitura Pública)
2022 - Morte e Vida Severina, de João Cabral de Melo Neto
- 2021 - O Dragão, Eugene M. Schwartz

- 2020 - Morte Acidental de um anarquista, de Dário Fo (Leitura Pública)

2020 - A Mandrágora, Nicolau Maquiavel  (Segunda Edição) "Interrompida por conta da pandemia de COVID 19"
- 2019 - A Mandrágora, Nicolau Maquiavel

2019 - Luz nas Trevas, de Bertolt Brecht
2019 - O Canto Negro, de Luiz Fernando Lobo
- 2018 - A Mandrágora, Nicolau Maquiavel (Leitura Pública)

2018 - Luz nas Trevas, de Bertolt Brecht (Leitura Pública)
2018 - O Dragão, Eugene M. Schwartz (Leitura Pública)
2018 - Os tecelões, de Gerhart Hauptmann (Leitura Pública)
2018 - Que tempos são esses?, de Luiz Fernando Lobo, João Batista e Marcos Apóstolo (Segunda Edição)
2018 - Estação Terminal, de João Batista e Luiz Fernando Lobo (Quarta Edição)
- 2017 - Dez dias que abalaram o mundo, de Luiz Fernando Lobo, a partir do livro homônimo de John Reed

- 2016 - Que tempos são esses?, de Luiz Fernando Lobo, João Batista e Marcos Apóstolo, a partir da obra de Bertolt Brecht

2016 - Sacco e Vanzetti, de Mauricio Kartun (Quarta Edição)
- 2015 - Sacco e Vanzetti, de Mauricio Kartun (Terceira Edição)

2015 - Sacco e Vanzetti, de Mauricio Kartun (Segunda Edição)
- 2014 - Sacco e Vanzetti, de Mauricio Kartun

2014 - O GOLPE - 50 Anos Depois: Memória, Verdade e Justiça (Exposição)
- 2013 - Estação Terminal, de João Batista e Luiz Fernando Lobo (Terceira Edição)

- 2012 - Havana Café, de João Batista e Luiz Fernando Lobo (Quinta Edição)

2012 - Missa dos Quilombos, de Milton Nascimento, Pedro Casaldáliga e Pedro Tierra (Sétima Edição)
- 2011 - A Pedra do Cais, de Luiz Fernando Lobo (Segunda Edição)

2011 - Missa dos Quilombos, de Milton Nascimento, Pedro Casaldáliga e Pedro Tierra (Sexta Edição)  : 2011 - Havana Café, de João Batista e Luiz Fernando Lobo (Quarta Edição)
2011 - Ensaio Aberto (Exposição)
2011 - 7 Sentimentos capitais corpo e cidade, de Luiz Fernando Lobo (Segunda Edição)
- 2010 - 7 Sentimentos capitais corpo e cidade, de Luiz Fernando Lobo

2010 - A Pedra do Cais, de Luiz Fernando Lobo
- 2009 - Sobre o suicídio, de Karl Marx

- 2008 - Estação Terminal, de João Batista e Luiz Fernando Lobo (Segunda Edição)

- 2007 - DVD Missa dos Quilombos, de Rudi Lagemann e Luiz Fernando Lobo

2007 - Havana Café, de João Batista e Luiz Fernando Lobo (Terceira Edição)
2007 - Estação Terminal, de João Batista e Luiz Fernando Lobo
- 2006 - Olga Benário, um breve futuro, de Luiz Fernando Lobo

2006 - Missa dos Quilombos, de Milton Nascimento, Pedro Casaldáliga e Pedro Tierra (Quinta Edição)
- 2005 - Havana Café, de João Batista e Luiz Fernando Lobo (Segunda Edição)

2005 - Missa dos Quilombos, de Milton Nascimento, Pedro Casaldáliga e Pedro Tierra (Quarta Edição)
- 2004 - Missa dos Quilombos, de Milton Nascimento, Pedro Casaldáliga e Pedro Tierra (Terceira Edição)

2004 - Havana Café, de João Batista e Luiz Fernando Lobo
- 2003 - D. João VI, de Hélder Costa

2003 - Missa dos Quilombos, de Milton Nascimento, Pedro Casaldáliga e Pedro Tierra (Segunda Edição)
- 2002 - Missa dos Quilombos, de Milton Nascimento, Pedro Casaldáliga e Pedro Tierra

- 2001 - Morte e Vida Severina, de João Cabral de Melo Neto (Segunda Edição)

2001 - Filhos do Silêncio, de Luiz Fernando Lobo
- 2000 - João e Rosa, de João Batista, a partir da obra de João do Rio

2000 - Morte e Vida Severina, de João Cabral de Melo Neto
2000 - Companheiros, de Luiz Fernando Lobo
- 1999 - Companheiros, de Luiz Fernando Lobo

1999 - Mais um ano com Betinho, (Ciclo de palestras e exposição fotográfica)
- 1998 - A Mãe, de Bertolt Brecht (Terceira Edição)  1998 - Cabaré Youkali, de Bertolt Brecht e Kurt Weill (Segunda Edição)

- 1997 - O Interrogatório, de Peter Weiss 1997 - O Noviço, de Martins Pena (Segunda Edição)

1997 - A Mãe, de Bertolt Brecht (Segunda Edição)
1997 - Mãe Coragem, de Bertolt Brecht (Leitura Pública)
- 1996 - A Mãe, de Bertolt Brecht

1996 - Bósnia, Bósnia, de Ad de Bont (Segunda Edição)
1996 - O Noviço, de Martins Pena
- 1995 - Bósnia, Bósnia, de Ad de Bont

1995 - Cabaré Youkali, de Bertolt Brecht e Kurt Weill
1995 - Nem Peixe nem carne, de Franz Xavier (Leitura Pública)
1995 - Os Plebeus Ensaio a revolta, de Günter Grass (Leitura Pública)
- 1994 -  O Cemitério dos Vivos, de João Batista, a partir da obra de Lima Barreto (Segunda Edição)   1994 - A arte do invisível  (Exposição)

1994 - O Homem Imortal, de Luiz Alberto Abreu
- 1993 -  A Missão, de Heiner Müller

1993 - Pierrô Saiu à Francesa, de Luiz Carlos Saroldi
1993 - O Cemitério dos Vivos, de João Batista, a partir da obra de Lima Barreto.